# Nhân khẩu Vương quốc Liên hiệp Anh
Năm 2001, Vương quốc Anh có dân số 58.789.194, xếp hạng ba ở Tây Âu sau Đức và Pháp, và số 21 trên thế giới. Năm 2006, dân số đã tăng lên 60.609.153 và năm 2016 là 65.648.100 người. Ít nhất một phần ba dân số sống ở Đông Nam Anh và chủ yếu là thành thị và ngoại ô, với 7,2 triệu người ở thủ đô Luân Đôn. Tỷ lệ biết chữ cao của Vương quốc Anh (99%) là do giáo dục công cộng phổ cập được giới thiệu cho cấp tiểu học vào năm 1870 và trung học trong năm 1900. Khoảng một phần năm học sinh Vương quốc Anh tham gia giáo dục sau trung học. Giáo hội Anh và Giáo hội Scotland chức năng như các Giáo hội Quốc gia tương ứng ở nước mình.
Các Anh đương thời được hậu duệ chủ yếu đến từ sự đa dạng của các dân tộc người định cư tại lãnh thổ trong thế kỷ XI. Những ảnh hưởng của người da đỏ, Celt, La Mã, Anglo-Saxon và Bắc Âu đã bị trộn lẫn dưới người Norman, người Viking ở Scandinavia sống ở miền bắc nước Pháp. Mặc dù các ngôn ngữ Celtic được nói ở Cornwall, Wales, Scotland và Bắc Ireland, ngôn ngữ chủ yếu là tiếng Anh.

## Dân số

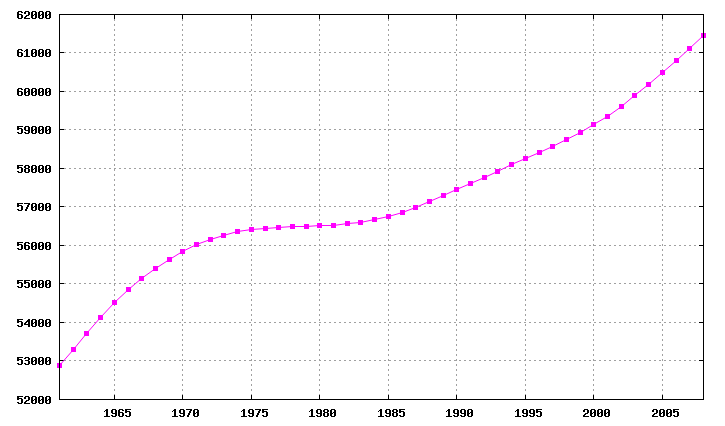
Nhân khẩu Anh (1961-2003)
Nguồn: FAO, 2005; Đơn vị: Hàng ngàn

Mật độ dân số Anh (điều tra dân số năm 2011)

| Nam       | Tuổi  | Nữ        |
| --------- | ----- | --------- |
| 2.075     | 100+  | 10.193    |
| 19.756    | 95-99 | 73.195    |
| 104.072   | 90-94 | 264.353   |
| 324.063   | 85-89 | 594.280   |
| 615.163   | 80-84 | 883.733   |
| 903.433   | 75-79 | 1.102.586 |
| 1.162.621 | 70-74 | 1.300.124 |
| 1.463.355 | 65-69 | 1.554.125 |
| 1.868.912 | 60-64 | 1.939.062 |
| 1.785.598 | 55-59 | 1.828.480 |
| 2.028.748 | 50-54 | 2.065.706 |
| 2.293.572 | 45-49 | 2.349.528 |
| 2.283.902 | 40-44 | 2.341.733 |
| 2.082.310 | 35-39 | 2.112.167 |
| 2.059.312 | 30-34 | 2.066.137 |
| 2.145.054 | 25-29 | 2.161.286 |
| 2.164.141 | 20-24 | 2.133.057 |
| 2.040.725 | 15-19 | 1.955.727 |
| 1.878.838 | 10-14 | 1.790.488 |
| 1.799.999 | 5-9   | 1.716.616 |
| 2.002.494 | 0-4   | 1.911.459 |

Dân số Vương quốc Anh tại cuộc điều tra dân số năm 2001 là 58.789.194. Con số này đã tăng lên 60.209.500 theo ước tính của Văn phòng Thống kê Quốc gia. Năm 2011, dân số lên tới 63.100.000, trong đó 31.029m là nam giới và 32.153m nữ.
Dựa trên điều tra dân số năm 2011, dân số của Anh là 53.012m (84% của Vương quốc Anh), Scotland được ước tính là 5.295m (8.4%), của Wales là 3.063 người (4,8%) và Bắc Ireland là 1.811 người (2,9%).
Mật độ dân số cũng rất khác nhau. Trong khi dân số của Anh về cơ bản tập trung ở các khu vực đô thị lớn (như Luân Đôn, Birmingham, Manchester và Newcastle), có những vùng rộng lớn ở phía bắc Scotland (như trong Cao nguyên) với nhân khẩu học tối thiểu.
Mật độ trung bình của Anh là 407 người/km², của Scotland là 67,45 người/km², của Wales là 140 người/km² và của Bắc Ireland là 122 người/km².
| Vùng           | Dân số (2016) | % (2016) |
| -------------- | ------------- | -------- |
| Anh            | 55.268.100    | 84,2     |
| Scotland       | 5.404.700     | 8,2      |
| Wales          | 3.113.200     | 4,7      |
| Bắc Ireland    | 1.862.100     | 2,8      |
| Vương quốc Anh | 65.648.100    | 100      |

### Tỷ lệ suất sinh
- Tổng tỷ suất sinh: 1,66 trẻ em sinh ra từ phụ nữ
- Độ tuổi trung bình mà phụ nữ sinh con đầu lòng: 27,2 năm

## Sắc tộc

Bản đồ cho thấy tỷ lệ phần trăm dân số không phải là người da trắng theo điều tra dân số năm 2011.

| Sắc tộc                                         | 2001       | 2001    | 2011       | 2011    |
| Sắc tộc                                         | Dân số     | %       | Dân số     | %       |
| ----------------------------------------------- | ---------- | ------- | ---------- | ------- |
| Da trắng: Tổng số                               | 54.153.898 | 92,12%  | 55.073.552 | 87,17%  |
| Da trắng: Irish Travellers                      |            |         | 63.193     | 0,10%   |
| Châu Á hoặc Người Anh gốc Á: Người da trắng     | 2.578.826  | 4,39%   | 4.373.339  | 6,92%   |
| Châu Á hoặc người Anh gốc Á: Ấn Độ              | 1.053.411  | 1,79%   | 1.451.862  | 2,30%   |
| Châu Á hoặc người Anh gốc Á: Pakistan           | 747.285    | 1,27%   | 1.174.983  | 1,86%   |
| Châu Á hoặc người Anh gốc Á: Bangladesh         | 283.063    | 0,48%   | 451.529    | 0,71%   |
| Châu Á hoặc người Anh gốc Á: Trung Quốc         | 247.403    | 0,42%   | 433.150    | 0,69%   |
| Châu Á hoặc người Anh gốc Á: các sắc tộc Á khác | 247.664    | 0,42%   | 861.815    | 1,36%   |
| Người da đen hoặc Người Anh da đen              | 1.148.738  | 1,95%   | 1.904.684  | 3,01%   |
| Hỗn hợp                                         | 677.117    | 1,15%   | 1.250.229  | 1,98%   |
| Khác: Tổng số                                   | 230.615    | 0,39%   | 580.374    | 0,92%   |
| Tổng số                                         | 58.789.194 | 100,00% | 63.182.178 | 100,00% |

Chú thích:

1. ↑  Năm 2001, được liệt kê dưới tiêu đề "Dân tộc khác".
2. ↑  Với mục đích hài hòa các kết quả để làm cho chúng có thể so sánh trên khắp Vương quốc Anh, ONS bao gồm các cá nhân ở Scotland tự phân loại mình trong danh mục "Châu Phi" (29.638 người), trong phiên bản điều tra dân số của Scotland tách biệt với "Caribe hoặc Da đen" (6.540 người),[8] trong danh mục "da en hoặc người Anh da đen" này. ONS lưu ý rằng "các danh mục châu Phi được sử dụng ở Scotland có khả năng nắm bắt được da trắng/châu Á/châu Phi khác ngoài danh tính da đen".[9]

## Tôn giáo
| Tôn giáo                  | Dân số     | %  |
| ------------------------- | ---------- | -- |
| Kitô giáo                 | 38.961.600 | 60 |
| Hồi giáo                  | 3.246.800  | 5  |
| Tôn giáo khác             | 4.545.520  | 8  |
| Không tôn giáo            | 18.182.080 | 27 |
| Tổng dân số theo tôn giáo | 48.052.640 | 73 |

| Tôn giáo tại Anh (2015) | Tôn giáo tại Anh (2015) | Tôn giáo tại Anh (2015) | Tôn giáo tại Anh (2015) | Tôn giáo tại Anh (2015) |
| ----------------------- | ----------------------- | ----------------------- | ----------------------- | ----------------------- |
|                         |                         |                         | percent                 |                         |
| Kitô giáo               | Kitô giáo               |                         | 61%                     | 61%                     |
| Không tôn giáo          | Không tôn giáo          |                         | 26%                     | 26%                     |
| Khác                    | Khác                    |                         | 8%                      | 8%                      |
| Hồi giáo                | Hồi giáo                |                         | 5%                      | 5%                      |

- Kitô giáo
  - Giáo hội Anh
  - Giáo hội Scotland
  - Giáo hội Wales
  - Công giáo Rôma
- Hồi giáo
- Chủ nghĩa vô thần
- Hindu giáo
- Sikh giáo
- Do Thái giáo
- Phật giáo

## Ngôn ngữ
Vương quốc Anh không có ngôn ngữ chính thức. Ngôn ngữ chiếm ưu thế nhất, được 95% cư dân sử dụng như ngôn ngữ đầu tiên, là tiếng Anh. Tiếng Scotland, được nói bởi khoảng 1,5 triệu người ở Scotland và 30.000 ở Bắc Ireland, nhưng tình trạng của nó là một ngôn ngữ đang gây tranh cãi. tiếng Wales được sử dụng bởi khoảng 610.000 người và tiếng Gael Scotland được sử dụng chủ yếu ở Scotland bởi khoảng 60.000 người.